# Стансбери Лејк (Вашингтон)
Стансбери Лејк (енгл. Stansberry Lake) насељено је место без административног статуса у америчкој савезној држави Вашингтон.

## Демографија
По попису из 2010. године број становника је 2.101.
| Група             | 2000.    | 2010.         |
| Белци             | 0 (0,0%) | 1.799 (85,6%) |
| Афроамериканци    | 0 (0,0%) | 13 (0,6%)     |
| Азијати           | 0 (0,0%) | 37 (1,8%)     |
| Хиспаноамериканци | 0 (0,0%) | 120 (5,7%)    |
| Укупно            | 0        | 2.101         |